# Watchtower (band)
Watchtower is een Amerikaanse progressieve-metal- en thrashmetalband uit de stad Austin, Texas. De band werd beïnvloed door verschillende bands, waaronder Pink Floyd, Black Sabbath, Led Zeppelin, UFO, Rush and U.K., naast de opkomende new wave of British heavy metal scene. Hoewel Watchtower nooit populair is geworden onder het grotere publiek, worden ze regelmatig beschouwd als inspiratiebron voor andere progressive metal bands, zoals Dream Theater, Death, Atheist, Sieges Even en Spiral Architect.

## Bandleden
Anno 2020 heeft Watchtower de volgende leden:
- Alan Tecchio - zang (1989–1990, 2010, 2015–huidig)
- Ron Jarzombek - elektrische gitaar (1986–1990, 1999–2010, 2015–huidig)
- Doug Keyser - basgitaar (1982–1990, 1999–2010, 2015–huidig)
- Rick Colaluca - drumstel (1982–1990, 1999–2010, 2015–huidig)

### Eerdere leden
- Jason McMaster - zang (1982–1988, 1999–2009)
- Mike Soliz - zang (1988–1989)
- Billy White - gitaar (1982–1986)
- Scott Jeffreys (Confessor) - zang (1990)

## Albums
- Energetic Disassembly (1985)
- Control and Resistance (1989)
- Concepts Of Math: Book One (2016) EP

## Demos
- Meltdown (1984)
- Demo 1987 (1987)
- Instruments of Random Murder (1987)